# Susan Floyd
Susan Floyd (Cincinnati, Ohio, 13 de Maio de 1968) é uma atriz estadunidense, conhecida por suas participações em inúmeros episódios de Law & Order, bem como em várias outras séries, e até mesmo na telenovela One Life to Live. Susan também fez carreira no cinema com inúmeros filmes dramáticos como Domestic Disturbance e Forgiven, além de Chinese Coffee ao lado de Al Pacino e Jerry Orbach.

## Filmografia

### Televisão
- 2006 Runaway como Gina Bennett
- 2004 Without a Trace como Terri Pierce
- 2004 Boston Legal como Wendy Moore
- 2003 The Practice como Nancy Atkins
- 2002 Law & Order: Criminal Intent como Linda Bonham
- 2000 Madigan Man como Natalie
- 2000 Law & Order: Special Victims Unit como Sra. Morrow
- 2000 Then Came You como Billie Thornton
- 1998 Law & Order como Jessica Sheets
- 1998 Real Life como Alex
- 1997 Spin City como Lisa
- 1997 Oz como Genevieve Beecher

### Cinema
- 2007 The Invasion como Pam
- 2006 Forgiven como Kate Miles
- 2006 Brother's Shadow como Emily
- 2003 Particles of Truth como Louise
- 2001 Domestic Disturbance como Diane
- 2000 Chinese Coffee como Joanna
- 1999 Random Hearts como Molly Roll
- 1996 Breathing Room como Kathy
- 1996 Big Night como Joan